# 命運之輪
命運之輪，是塔羅牌中大阿爾克那中的一張。編號是10 (X)，與I 魔術師及O 愚者相對，都是意味著有新的開始。亦與占星術中的木星相對，木星占星術中是一顆吉星，所以命運之輪一般而言是帶來幸運的一張牌。

## 牌面
牌面中心的圓輪象徵命運之輪。命運之輪旁左側的蛇象徵邪惡，蛇頭向下代表命運的沉淪；右側背負命運之輪者為埃及神明阿努比斯，代表背負命運上升的渴望；命運之輪正上方盤坐者為人面獅身，代表智慧、抉擇與平衡。牌面四角的動物分別是象徵寶瓶座的人、獅子座的獅子、金牛座的牛及天蠍座的鷹，代表四大元素，即寶瓶座—風、獅子座—火、金牛座—土、天蠍座—水。

## 牌義
一般而言，命運之輪象徵世界的變幻無常。亦可解為命中註定的意思，尤其是問及有關感情的問題的時候。簡單來說，是會有進展、變化的。逆位就像是轮子往下转，可解為幸运变成不幸，善缘变成孽缘。除了不幸、犹豫不决而无法把握机会、不能接受改变的意义之外，也可能代表失败、报应、没有进展，尤其不宜做投机之事，例如赌博。
關鍵詞:循環,命運,意外